# 富岡賢治
富岡 賢治（とみおか けんじ、1946年（昭和21年）8月20日 - ）は、日本の政治家、文部官僚。群馬県高崎市長（3期）。
国立教育研究所所長、日本国際教育協会理事長、群馬県立女子大学学長等を歴任した。

## 来歴
群馬県高崎市生まれ。群馬県立高崎高等学校、東京大学法学部第2類（公法コース）卒業。1969年、大学を卒業し文部省（現文部科学省）に入省した（日本ユネスコ国内委員会事務局文化課）。1970年4月、日本ユネスコ国内委員会事務局総務課。1976年4月、初等中等教育局中学校教育課生徒指導係長。1978年4月、岐阜県教育委員会学校指導課長。1981年、外務省へ出向し、駐フランス日本大使館で一等書記官を務める。1996年より文部省総務審議官、1998年より文部省生涯学習局長。2000年、国立教育研究所所長に就任。2001年から財団法人日本国際教育協会理事長を務める。2003年、群馬県立女子大学学長に就任し、2010年8月まで務める。
2010年10月、翌年に実施される高崎市長選挙に無所属で出馬する意向を表明した。同年12月、現職の松浦幸雄高崎市長が7選を目指さず、6期で退任する意向を表明。
2011年4月24日、第17回統一地方選挙における高崎市長選は富岡を含む新人4人で争われ、富岡が高崎市長に当選した。5月2日、第30代高崎市長に就任。
※当日有権者数：295,965人 最終投票率：58.21%（前回比：2.28pts）
| 候補者名 | 年齢 | 所属党派 | 新旧別 | 得票数   | 得票率 | 推薦・支持 |
| -------- | ---- | -------- | ------ | -------- | ------ | ---------- |
| 富岡賢治 | 64   | 無所属   | 新     | 56,300票 | 33.81% |            |
| 松本基志 | 51   | 無所属   | 新     | 52,829票 | 31.73% |            |
| 中島篤   | 56   | 無所属   | 新     | 50,440票 | 30.29% |            |
| 寺田昌弘 | 42   | 無所属   | 新     | 6,931票  | 4.16%  |            |

2015年4月、再選。2019年4月、無投票で3選。

## 市政・人物
- 2015年5月28日、北谷遺跡の土地を市が5年程度かけて買収を進めていくことを発表した。遺跡をより確実に保全するために市有化を決めたという。買収費用のうち国が80％、県が6％を補助する[6]。
- 老朽化した群馬音楽センターに替わるホールとして、高崎駅東口に高崎芸術劇場を建設した（2019年9月20日オープン）[7]。
- 2019年11月18日、官製談合防止法違反などの疑いで市役所課長A、ラジオ高崎社長で高崎芸術劇場館長の菅田明則、市内の電気工事会社社長Bら3人が逮捕された。同年1月頃、高崎市が発注した高崎芸術劇場の備品購入の指名競争入札に関し、Aが入札予定価格5800万円（税抜き）を菅田に漏らし、1月24日に実施された指名競争入札でBの会社は5680万円で落札した[8][9]。同年11月27日、群馬県選挙管理委員会は前年分の政治資金収支報告書を公表。富岡の後援会「富岡賢治後援会」の政治資金収支報告書から、同後援会が同年1月19日開催の「新しい高崎 新春の集い2019」[10]で、菅田が社長を務めていたラジオ高崎に映像製作代として397万8千円を支払っていたことが明らかになった。また、後援会は、菅田が起業し、かつて社長を務めていたグラスロード社にもパンフレット、チケットの制作代として計約43万7千円を支払っていた[11][12]。
菅田は高崎芸術劇場を運営する高崎財団副理事長、高崎観光協会副理事長も務めていた。Aは高崎芸術劇場副館長、Bは高崎商工会議所副会頭と高崎観光協会理事長を務め、3者いずれも要職を兼ねていたことから、市内各方面に大きな混乱が生じた[8]。
同年12月12日、高崎市は市議会に、富岡と、副市長二人のうち都市整備部を担当する兵藤公保副市長の給与を減額する条例改正案を提出し、賛成多数で可決された。富岡は2020年1～3月の給与が15％減額。兵藤は1～2月の給与が10％減給される[13]。